# L'Agent américain
Pour plus de détails, voir Fiche technique et Distribution.
L'Agent américain (Un dollaro per 7 vigliacchi) est une comédie policière hispano-italienne réalisée par Giorgio Gentili et sortie en 1968.

## Synopsis
Le jeune Frank Putzu, natif de Sardaigne et anciennement membre du F.B.I., devient fonctionnaire du département du Trésor américain. Apparemment naïf et aimable, il est envoyé à Rome pour récupérer une grosse somme d'argent que Mike Madigan, un gangster italo-américain récemment décédé, doit au gouvernement américain.
Arrivé à Rome, Putzu commence à enquêter mais il est gêné par la police locale, qui n'a aucune intention de l'aider et menace de l'arrêter s'il continue à enquêter. Putzu fait également la connaissance de la fille de Madigan, Vicky. Ils tombent bientôt amoureux l'un de l'autre...

## Fiche technique
Sauf indication contraire, les informations mentionnées dans cette section peuvent être confirmées par la base de données cinématographiques IMDb,  présente dans la section « Liens externes ».
- Titre français : L'Agent américain[1]
- Titre original italien : Un dollaro per 7 vigliacchi ou L'agente quasi speciale Frank Putzu 1×7[2]
- Titre espagnol : El millón de Madigan
- Réalisation : Giorgio Gentili (sous le nom de « Dan Ash » dans la version hispanique et « Stanley Prager » dans la version anglaise)
- Scénario : José Luis Bayonas, Jim Henaghan, Giorgio Gentili, Guido Leoni
- Photographie : Manuel Rojas
- Montage : Bruno Micheli
- Musique : Gregorio García Segura
- Décors : Piero Filippone
- Costumes : Rosalba Menichelli
- Trucages : Mario Van Riel
- Production : Sidney W. Pink
- Société de production : Hercules Cinematografica, LM Films
- Pays de production :  Italie -  Espagne
- Langue de tournage : italien
- Format : Couleur par Eastmancolor - Son mono - 35 mm
- Durée : 86 minutes[2]
- Genre : Comédie policière
- Dates de sortie :
  - Italie : 30 mai 1968
  - Espagne : 24 mars 1969 (Barcelone) ; 31 août 1970 (Madrid)
  - France : 1971

## Distribution
- Elsa Martinelli : Vicky
- Dustin Hoffman : Frank Putzu
- Cesar Romero : Tony Madigan
- Riccardo Garrone : Comte Raniero De Lanzo
- Gustavo Rojo : Le chef de la police
- Fernando Hilbeck : Burke
- Franco Fabrizi : Condon
- Gérard Tichy : J. P. Ogilvie
- Umberto Raho : Le photographe
- Daniele Vargas : L'avocat Giovanni Casetti
- José María Caffarel
- Rina Mascetti
- Ennio Antonelli : Pupo Biondo
- Pino Polidori : Picchio
- Fortunato Arena : Partoni
- Remo De Angelis
- Luigi Bonos : Le concierge de l'ascenseur
- Isabel Hidalgo
- Maria Pilar Porro

## Production
Le film a été réalisé par Giorgio Gentili (crédité sous le nom de « Dan Ash » dans la version italienne, « Stanley Prager » dans la version anglaise et « Giorgio Gentili » dans la version espagnole) sur un scénario de José Luis Bayonas, Jim Henaghan, Guido Leoni et Gentili. Il a été produit par Sidney W. Pink pour Hercules Cinematografica, LM Films et Lacy Internacional Films en association avec Westside International Films. Il a été tourné à Rome et à Madrid en 1966.